# 扶筐增二
扶筐增二，即天龍座42（42 Draconis），又名BD+65 1271，HD 170693、SAO 17888、HR 6945，是天龍座的一颗恒星，视星等为4.82，位于銀經95.42，銀緯27.13，其B1900.0坐标为赤經18h 25m 41.8s，赤緯+65° 27.13′ 6″。該恆星是一顆光譜類型 K 型的巨星，距離地球317光年。天龍座42的質量與太陽類似，但半徑是太陽的22倍。它的金屬量只有太陽的35%，年齡大約是94.9億年。2009年在天龍座42旁發現一顆系外行星。

## 行星系統
| b | ≥3.88 ± 0.85 MJ | 1.19 ± 0.01 | 479.1 ± 6.2 | 0.38 ± 0.06 |